# Sexey-les-Bois
Sexey-les-Bois – miejscowość i dawna gmina we Francji, w regionie Grand Est, w departamencie Meurthe i Mozela. W 2013 roku populacja ówczesnej gminy wynosiła 375 mieszkańców. 
W dniu 1 stycznia 2019 roku z połączenia dwóch ówczesnych gmin – Sexey-les-Bois oraz Velaine-en-Haye – powstała nowa gmina Bois-de-Haye. Siedzibą gminy została miejscowość Velaine-en-Haye. 